# Mahaboboka
Mahaboboka, auch Mahaboboky, (was den Bauch dick werden lässt) ist eine Gemeinde (commune) in der Region Atsimo-Andrefana im Süden von Madagaskar. Im Jahre 2010 hatte sie etwa 3500 Einwohner, die vor allem zu den Bara gehören.
Mahaboboka hat aufgrund seines Marktes eine gewisse regionale Bedeutung. Der Ort liegt an der Nationalstraße 7, die die Hauptstadt Antananarivo mit Toliara verbindet, und am Fluss Fiherenana. In der Umgebung des Ortes, der über eine Polizeistation, eine orthodoxe Kirche und eine Moschee verfügt, sind traditionelle und teilweise farbig bemalte Gräber erhalten, z. B. des  Sakalava-Stammes.

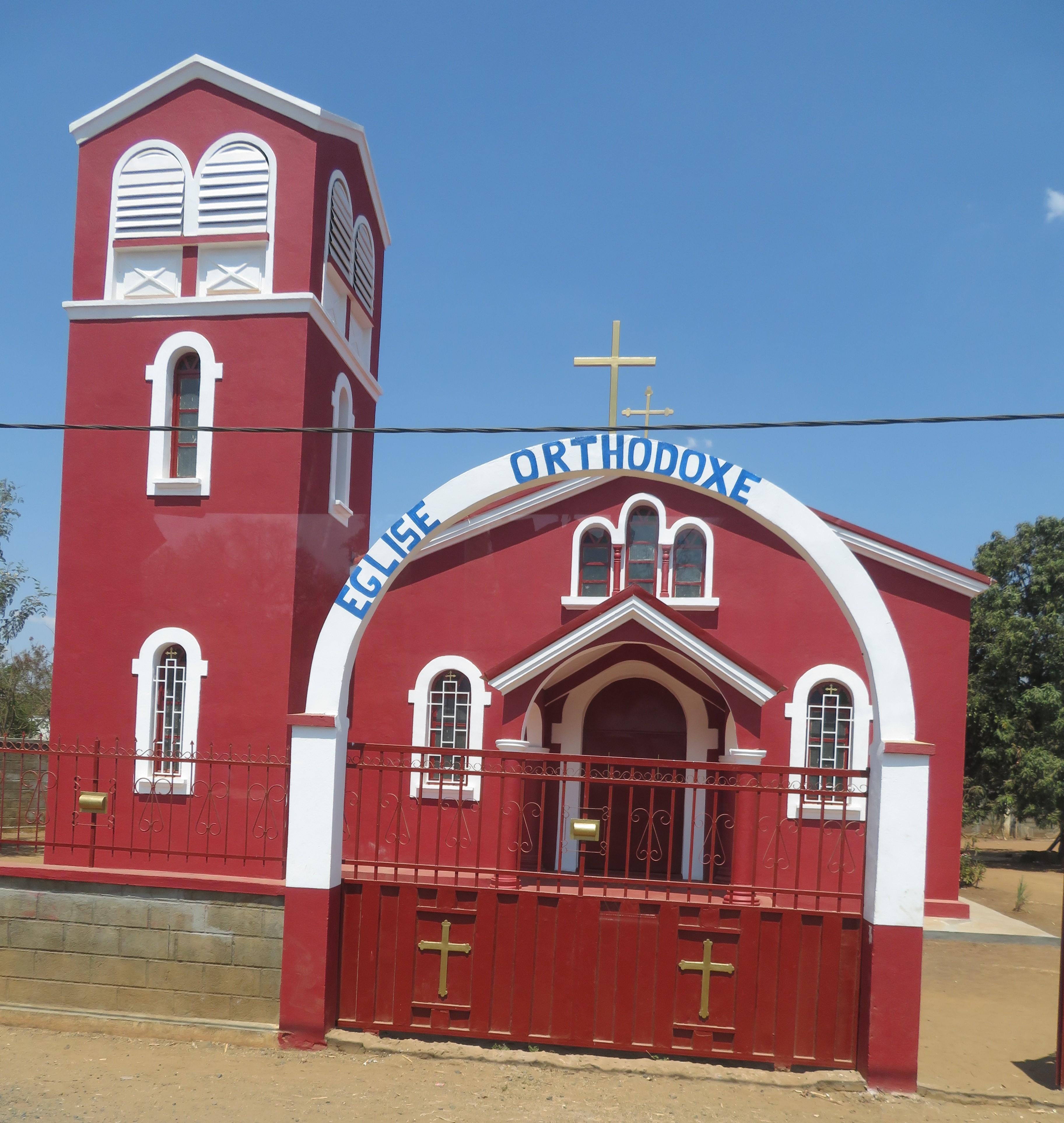
Orthodoxe Kirche in Mahaboboka
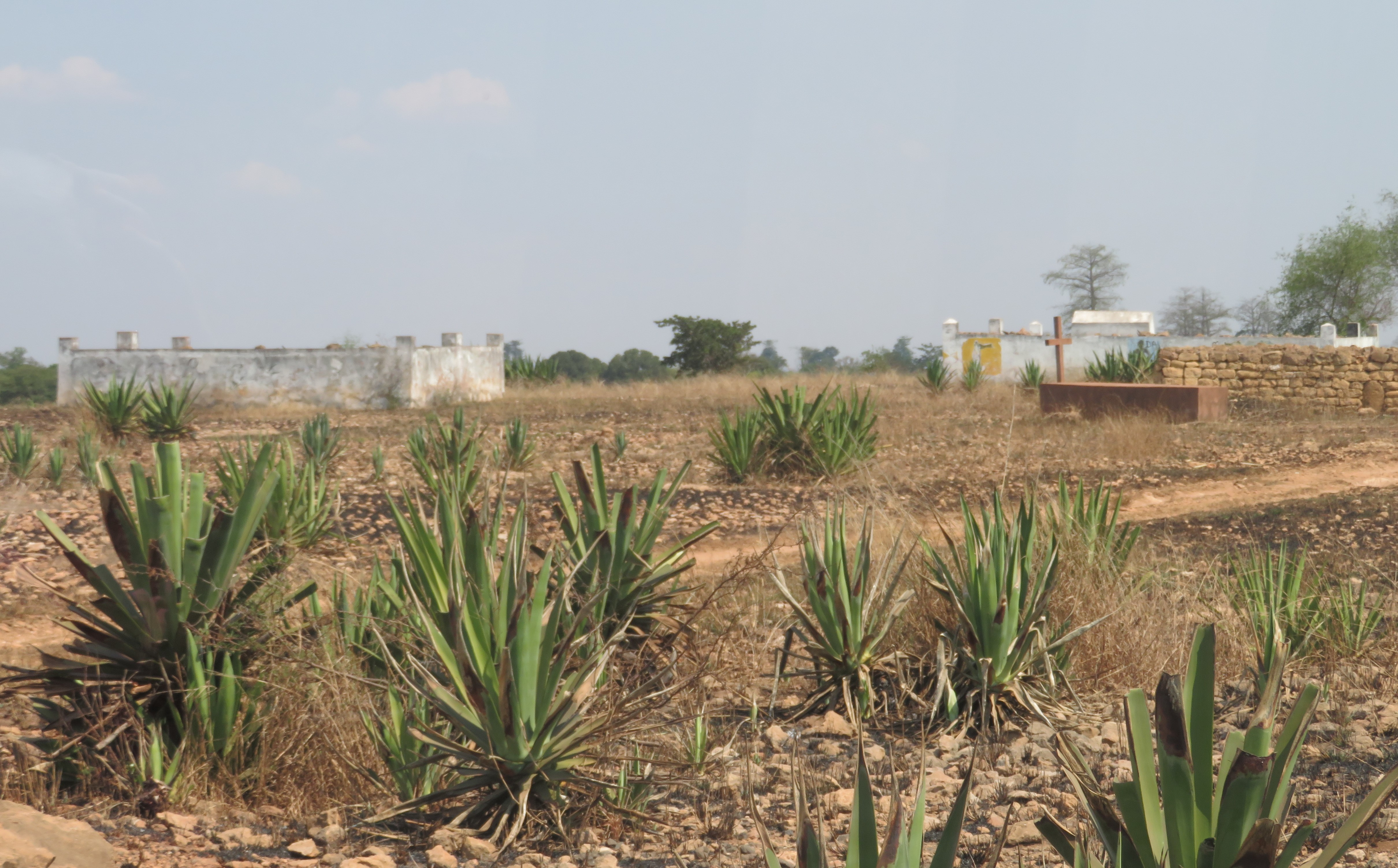
Traditionelle Gräber bei Mahaboboka
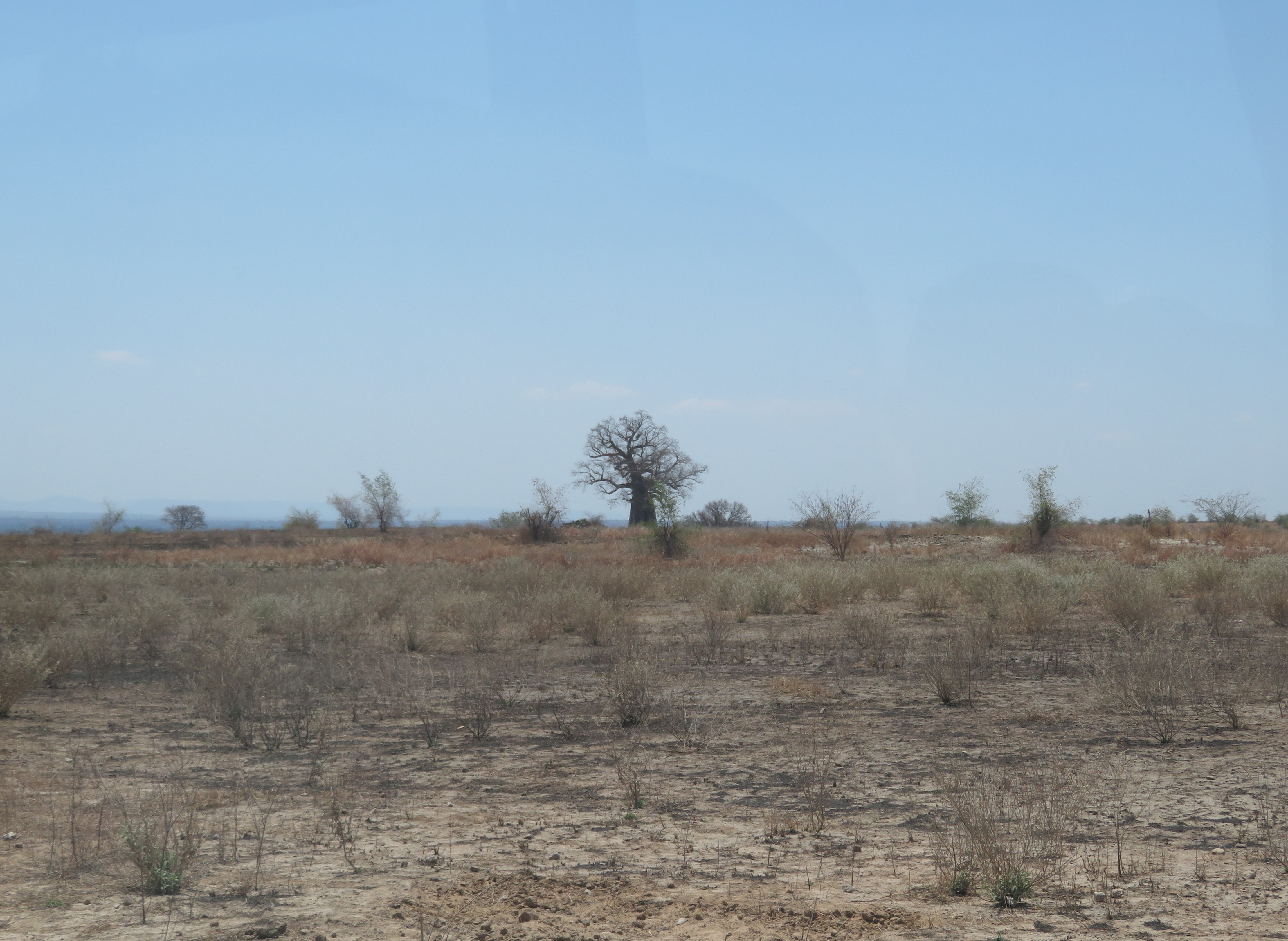
Typische Landschaft bei Mahaboboka
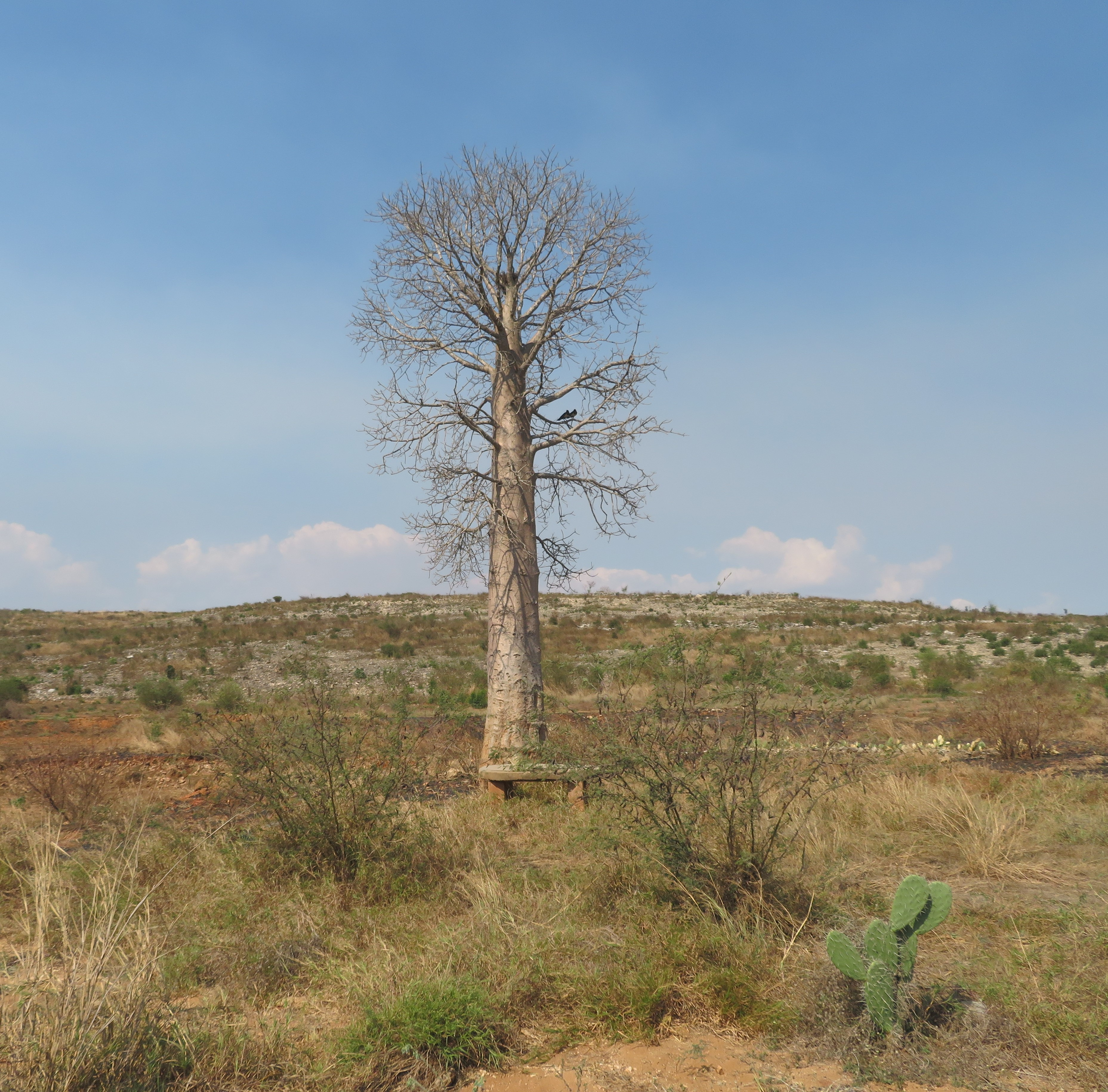
Typische Vegetation bei Mahaboboka